# FUJIWARA
FUJIWARA（フジワラ）は、吉本興業所属のお笑いコンビ。1989年結成。NSC大阪校8期生。

## メンバー
原西 孝幸（はらにし たかゆき、1971年3月5日（54歳） - ）
ボケ・ギャグ作り担当、立ち位置は向かって左。
大阪府寝屋川市出身。血液型A型。通称「ラリーゴ」「はらにっちゃん」など。
藤本 敏史（ふじもと としふみ、1970年12月18日（54歳） - ）
ツッコミ・ネタ作り担当、立ち位置は向かって右。
大阪府寝屋川市出身。血液型AB型。通称「フジモン」「オトチ」「粉ふき」など。

## 略歴
1989年4月にコンビ結成。コンビ名の由来は互いの苗字である藤本の「藤」と原西の「原」を合わせたもの。結成当初は漢字表記で藤原であった。1991年の第11回ABCお笑い新人グランプリではFuJi-WaRa表記で出場していた。名付け親は当時吉本興業の執行役員であった中井秀範。
1991年9月より、吉本印天然素材（以下、天素）に結成メンバーとして参加。『MBSヤングタウン』での共演からつんく♂と交流があり、1994年にはつんく♂が初めてプロデュースした楽曲「明日が来る前に」（「吉本印天然素材のCD巻〜頂点対決『歯をくいしばれ!!』〜」収録）でCDデビューしている。1996年10月に初のトークライブ「ガミ」を開催。
天素のメンバーとして東京に進出するが、天素の活動停止後の仕事は低迷していた。解散、引退を考えていた矢先に、ABCのプロデューサーから声をかけられて出演した『すんげー!Best10』（ABCテレビ）において関西でのブレイクへの足掛かりを掴む。MCは同期の千原兄弟で、後輩からは白い目で見られていたという。その後、テレビ大阪からオファーされて冠番組の開始を承諾。1997年より『吉本超合金』（テレビ大阪）へレギュラー出演。その後『吉本超合金F』と番組タイトルが変わり、2002年9月まで放送。関西を中心にブレイクする。
帰阪後は1997年7月に初の単独ライブ「でてきた!」をなんばグランド花月で開催。心斎橋筋2丁目劇場のレギュラーに復帰することはなかったが、1999年9月にbaseよしもとが開場。同劇場では陣内智則・シャンプーハットと共に若手のまとめ役を担った。
『すぽーつアミーゴ!』（関西テレビ）の企画で、ホノルルマラソンを一定時間内に走りきれなかった罰として2002年12月30日から2003年3月7日までの期間限定でNISHIMOTO（にしもと）というコンビ名として活動した（他局にも同コンビ名で出演）。
2003年8月、劇場リニューアルに伴い当時の主要メンバーらとともにbaseよしもとを卒業。卒業を機に再度活動拠点を東京に移す。
USJ内のアトラクション『モンスター・メーキャップ』（2004年8月31日終了）のプロデュースを手掛けた。2005年1月6日に『オールナイトニッポン』（ニッポン放送系）で初のパーソナリティを務めた。
2007年3月7日、初のDVD『FUJIWARA』を発売。同日に発売記念番組『DVD発売記念特別番組〜FUJIWARA〜』がヨシモトファンダンゴTVで放送された。
2008年9月8日に『キングオブコント2008』に出場し、準決勝敗退。同年12月3日、「面白い芸人の母」としてテレビにも出演していた原西の母が、自宅で不整脈発作により逝去。享年62。12月18日には京橋花月に初出演し、12月31日に『第59回NHK紅白歌合戦』に羞恥心 with Paboの応援として出演した。
地上波でのレギュラー番組が一切ないことを自虐ネタにしていたが、2009年4月より全国区での初冠番組『FUJIWARAのありがたいと思えッ!』（テレビ東京系）が開始。「もう、レギュラー0本とイジられないから寂しい」と話していたが、2010年9月に終了。再び「レギュラー0の生活に戻る」と発言した。
2010年8月28日に藤本が木下優樹菜と結婚。結婚後は、木下がレギュラー出演していた『ニンゲン観察バラエティ モニタリング』などに不定期出演していたほか、コンビでのレギュラー番組を複数持つようになった。
原西が娘の影響で『プリキュアシリーズ』のファンであったことから、2012年5月27日放送の『スマイルプリキュア!』にて、コンビで本人役としてゲスト出演し、声優デビュー。
2019年12月31日、藤本が木下との離婚を発表。親権は木下。
2023年10月11日、藤本が当て逃げ事故を起こし自粛表明。2024年2月23日に藤本は活動再開。

## 芸風
コンビでのネタ作りは藤本が担当。原西の演じる一発ギャグは原西自身が考えており、藤本の書いたネタに盛り込まれることもある。コントでは歌やリズムの要素を取り入れたネタがほとんど。

## 出演

### テレビバラエティ

#### レギュラー番組
現在の不定期出演
- 上沼・高田のクギズケ!（読売テレビ）
- 水曜日のダウンタウン（TBS系列）- ロケVTR・プレゼンター出演 ※ピンでの出演あり
- さんまのお笑い向上委員会（フジテレビ系列）※ピンでの出演あり
- ダウンタウンのガキの使いやあらへんで!（日本テレビ系列）※ピンでの出演あり
- アメトーーク!（テレビ朝日系列）※ピンでの出演あり
- キテレツが咲く（2023年6月 -  、テレビ高知）- 毎月最終水曜日放送[7]

※個人での出演はそれぞれ個人の記事参照。コンビでの出演のみ記載。
過去の出演
- 吉本印天然素材（1991年 - 1993年、日本テレビ系列）
- すんげー!Best10（朝日放送）
- 怒涛のくるくるシアター（1990年 - 1992年、読売テレビ）- しねしね団のメンバーとして出演
- 電動くるくる大作戦（1992年 - 1993年、読売テレビ）
- 超天然銀座（1994年、テレビ朝日系列）
- 噂のTV通信社うぉんてっど!（1994年、朝日放送）
- 吉本東京新発売（1994年、TBS）
- ピッカピカ天然素材!（1994年 - 1995年、TBS系列）
- 急性吉本炎 → 慢性吉本炎（1995年 - 1996年、TBS系列）
- 超ねんてん博物館（関西テレビ）
- 所のジオ玉（1996年 - 1997年、日本テレビ系列）
- 吉本超合金→吉本超合金F（1997年 - 2002年、テレビ大阪）
- ロンブー龍（1998年 - 2005年、日本テレビ系列）-「ワーキャー隊」のコーナーにおぎやはぎと共におっさん芸人として出演
- なりたぁ〜い!（1999年、朝日放送）
- わらいのじかん（1999年 - 2000年、テレビ朝日系列）不定期出演
- べえぇす!（テレビ大阪、2000年 - 2001年、）
- おもしろレンタルビデオ スピルバーガー（2000年、朝日放送）
- ツッコメディ!痛快パラダイス（2000年、朝日放送）
- なんやモー目茶苦茶屋（2000年 - 2002年、テレビ朝日系列）
- ?マジっすか!（2001年 - 2003年、毎日放送）
- すぽーつアミーゴ!（関西テレビ）
- ホップ ステップ ベース（2001年、BS朝日）
- フジワラの百万馬力（2001年、朝日放送）
- ワニの心（2001年、読売テレビ）
- 特ダネ野郎えぇチーム（2002年、テレビ朝日系列）
- 超世代統一広場 オジャング（2002年、毎日放送）
- 1、2、駐在さんダァ～!!（2002年 - 2004年、朝日放送）
- 妖怪ブッサイくん（2002年 - 2003年、テレビ大阪）
- 人生実感バラエティー 板尾家は朝から生中（毎日放送、2002年、）
- 爆RING!（2003年、読売テレビ）
- 大阪フジワラリゾート（2003年、テレビ大阪）
- FUJIWARA札（2004年、スカパー2/CS日本）
- めちゃ2イケてるッ!（2004年 - 2018年、フジテレビ系列） - 「シンクロナイズドテイスティング」コーナーレギュラー
- 毎度!!AKINDOスタジアム（2004年、ヨシモトファンダンゴTV）- MC
- フジケン（2004年 - 2010年、EXエンタティメント）- 2丁拳銃と共に共演（2009年10月 - 12月は休止）
- 〜本人発信バラエティ〜 てっぺん!（2005年、ヨシモトファンダンゴTV）
- リンカーン（2005年 - 2013年、TBS系列）- 準レギュラーとして不定期出演
- クイズ!ヘキサゴンII（2005年 - 2011年、フジテレビ系列）- 2008年夏以降は隔週、それ以前は不定期。どちらか一方が単独出演の回もあった。
- 明石家さんちゃんねる（TBS系列）- 不定期出演
- キンコンヒルズ（2006年 - 2009年、テレビ東京）- ゲストだが、番組内では準レギュラーと呼ばれた
- 水野キングダム（2006年 - 2009年、TOKYO MX）
- ザ・ベストハウス123（フジテレビ）- 不定期出演
- 爆笑レッドカーペット（フジテレビ） -特別番組の時から出演、キャッチコピーは「ノンストップギャグマシーン」。コラボカーペットで5GAP久保田賢治 (2008年12月10日)や5GAP久保田賢治&ものいい吉田サラダ(2010年1月1日、ヒーローコラボ名義)やCOWCOW多田健二&ずん飯尾和樹(2012年5月26日､原西のみ)と共演。
- フジヤマ☆スタア（2007年 - 2008年、関西テレビ）
- 一攫千金!日本ルー列島（2008年 - 2009年、フジテレビ）
- ヨシモト∞（2008年、GyaO）- 火曜日1部、隔週
- FUJIWARAのありがたいと思えッ!（2009年 - 2010年、テレビ東京）- バラエティ7内で放送
- ホンネの殿堂!!紳助にはわかるまいっ（2009年 - 2010年、フジテレビ系列）- 隔週出演。一攫千金!日本ルー列島の後続番組
- ニコニコでお笑いを!!! その名は「ニコニコ笑いの劇場〜ネタホール〜」（2011年、ニコニコ生放送）- 隔週放送、初MC
- (株)世界衝撃映像社（フジテレビ系列）- 不定期出演
- クイズ☆タレント名鑑（TBS系列）- 特別番組時代からほぼ毎回出演。
- oh!どや顔サミット（朝日放送系列）- 再現ドラマとして不定期出演
- テベ・コンヒーロ（2012年、TBS系列）- ピンでの出演あり
- クイズ☆スター名鑑（2016年 - 2017年、TBS）- パネラーとしてレギュラー出演。
- ごきげん!ブランニュ（朝日放送）- 準レギュラーとして出演
- キニナル金曜日（2017年4月7日 - 2023年6月30日、TBS）- 藤本 - MC、原西 - キニナルコメンテーター
- 東大王（TBS系列）- 不定期出演
- 名医のTHE太鼓判!（2017年10月9日 - 2020年3月2日、TBS系列）- レギュラー出演
- メッセンジャーの○○は大丈夫なのか?（毎日放送）- 不定期出演
- 特盛!よしもと 今田・八光のおしゃべりジャングル（読売テレビ）- 不定期出演
- 千鳥のクセがスゴいネタGP→千鳥のクセスゴ!（フジテレビ系列）※主にもう中学生とコラボネタ。
- ダウンタウンDX（読売テレビ）- 不定期出演 ※ピンでの出演あり

#### 特別番組
＊MCもしくはメインキャスト
- クイズ☆正解は一年後（TBS系列）- 毎年出演[8]
- オールスター感謝祭（TBS系列）- 解答者として出演
- オールスター後夜祭（TBS系列）
- 仁鶴戦隊フジワラ（関西テレビ）- 笑福亭仁鶴から出された難題を解決する
- オールザッツ漫才（2001年・2002年、毎日放送）- MC
- 芸能人格付けチェック（朝日放送）- 大予選準レギュラー（2015年に本戦出場）
- 新潟・長野・山梨・静岡 FUJIWARAのご当地B級グルメ弾丸ツアー!（2016年10月10日、JNN中部4局（UTY・SBC・BSN・SBS）共同製作）
- FUJIWARAの技ありキッチン（TOKYO MX）
- FUJIWARAの歩き方 〜世界が認めたニッポン〜（2019年9月28日、岡山放送）

### ラジオ番組
- MBSヤングタウン（1994年 - 1997年、MBSラジオ）
- 嵐の金曜カウントダウン（2002年 - 2004年、MBSラジオ）
- 吉本印天然ラジオよしもとDAウー（ラジオ大阪）
- FUJIWARAのオールナイトニッポン0(ZERO) (2024年12月14日、ニッポン放送)

### ドラマ
- よろず刑事 第10話（2006年、朝日放送）
- 世にも奇妙な物語20周年スペシャル（2010年、フジテレビ）- 本人役

### WEB番組
- アイドルで芸能界のトップを目指していたら、いつの間にか芸人の並びだった件（2021年3月29日 ‐ 31日、ABEMA）[9] - MC
- みんなのパチンコフェスON LINE 28時間 真夏のパチンコ頂上決戦（2021年8月13日 - 14日、日本遊技機工業組合）- メインMC[10]
- FUJIWARAのツレぱち（2021年4月15日 ‐ 2022年10月15日、YouTube「ダイナム公式チャンネル」） - MC
- イースタンVSウエスタン -ポジション争奪全速ターン!-（2022年6月12日、ABEMA） ‐ MC[11]
- HITOSHI MATSUMOTO presents ドキュメンタル（2023年、Amazonプライム・ビデオ）- シーズン13出演

### テレビアニメ
- スマイルプリキュア! 第17話（2012年5月27日、朝日放送）- 本人役

### 映画
- ごんたくれ（1995年） - 藤原兄弟 役
- 岸和田少年愚連隊（1996年）
- 浪商のヤマモトじゃ! 喧嘩野球編（2003年）
- 小籔千豊監督作品『WARA』（2007年）
- 犬とあなたの物語 いぬのえいが（2011年）
- YOSHIMOTO DIRECTOR'S 100 〜100人が映画撮りました〜

### CM
- ポッカコーポレーション
- パイオニア
- 東洋水産「ヌー大陸」「ラーメン横丁」
- ソフマップ
- 日産自動車
- au
- 伊藤園「涼水仕立て」
- ディズニー映画「白銀にもえて」
- オセロケッツシングル「もしかして君だけが苦しいって思ってないかい?」（関西限定）
- ニンテンドーDS「アイテムゲッター 〜僕らの科学と魔法の関係〜」
- スカルプD「薄毛談義」（原西のみ）
- 映画「僕が結婚を決めたワケ」（藤本のみ）
- リクルート「フロムエーナビ」
- Docomo（『ガリゲル』（読売テレビ）とのコラボCM）

### 4D映像
- 「爆笑エンタラクション スペースゲーニンズ」…としまえん4Dシアターで上映された。

### PV
- 「陽は、また昇る」（Aladdin the second）（2008年）

## 受賞歴
- 「爆笑GONGSHOW」 チャンピオン
- 「笑いの金メダル」第14回優勝
- 「新春お笑い大賞2009」
  - 功労賞（フジテレビに多く出演した芸人に送られる賞）
- 「WDC ワールドディスタンスオブツッコミクラシック」優勝

### その他
- マンスリーよしもと
  - 原西
    - 吉本のダサい若手ランキング：2位
    - 2001年男前ランキング：13位

  - 藤本
    - 吉本のオシャレな若手ランキング：3位
    - 2001年ブサイクランキング：8位
    - 2003年ブサイクランキング：5位

  - *2004年ブサイクランキング：10位
  - *2005年ブサイクランキング：9位

## 関連商品

### CD
| タイトル                                             | アーティスト名義                                      | 発売日         | 備考 |
| ---------------------------------------------------- | ----------------------------------------------------- | -------------- | --- |
| 吉本印天然素材のCD巻〜頂点対決『歯をくいしばれ!!』〜 | 吉本印天然素材                                        | 1994年11月23日 | 「ものすごbaby」と「明日が来る前」にを収録 |
| 明日が来る前に/ものすごBaby                          | FUJIWARA                                              | 2000年9月1日   | 限定発売 |
| SUMMER SMILE                                         | baseオールスターズ                                    | 2001年8月      | 「base JAPAN TOUR」内で限定発売された |
| もしかして君だけが苦しいって思ってないかい?          | FUJIWARA / オセロケッツ                               | 2001年9月28日  | 限定発売、オセロケッツの楽曲をカバー |
| 阪神タイガース 酒飲み音頭2003                        | 勝吉本酔虎隊                                          | 2003年5月8日   | |
| コムロきどり                                         | FUJIWARA×2丁拳銃                                      | 2007年2月7日   | 「いつまでも青春」を歌っている |
| ヨシモトランス2                                      | DJ TORA Produced & Mixed by DJ TORA                   | 2007年3月21日  | 「ヨシモトランス2 feat. FUJIWARA（原西)」に原西のみ参加 |
| YOSHIMOTRACK                                         | DJ TORA Produced & Mixed by DJ TORA                   | 2008年4月23日  | 「ヨシモトランス2 feat. FUJIWARA（原西)」に原西のみ参加 |
| 大阪にはいっぱいあるんやでぇ~の歌                    | よしもと☆大阪好っきゃねんず                           | 2008年8月27日  | 「秘密のケンミンSHOW」の企画で発売 |
| もうすぐクリスマス                                   | 里田まい with 合田兄妹                                | 2008年11月12日 | 限定発売、藤本のみ参加 |
| バイバイ                                             | 里田まい with 合田兄妹                                | 2009年1月14日  | 藤本のみ参加 |
| I Believe 〜夢を叶える魔法の言葉〜/Don't leave me    | 南明奈のスーパーマイルドセブン/里田まい with 合田家族 | 2009年6月17日  | 1曲目は2人で、2曲目は藤本のみ参加 |
| 泣いてもいいですか                                   | ヘキサゴンオールスターズ                              | 2009年7月15日  | FNS26時間テレビ2009のテーマソング。 |
| WE LOVE ヘキサゴン2009                               | ヘキサゴンオールスターズ                              | 2009年10月21日 | |
| 里田まい with 合田家族                               | 里田まい with 合田家族                                | 2009年12月9日  | 藤本のみ参加 |
| 風をさがして                                         | 矢口真里とストローハット                              | 2010年1月13日  | 原西のみ参加 |
| 幸せになろう/恋                                      | 南明奈のスーパーマイルドセブン                        | 2010年3月17日  | 1曲目に参加 |
| お笑いGOLDEN☆BEST                                    | Various                                               | 2010年4月28日  | 以前発売された楽曲「明日が来る前に」が収録されている。 |
| 僕らには翼がある〜大空へ〜                           | ヘキサゴンオールスターズ                              | 2010年7月14日  | FNS26時間テレビ2010のテーマソング。 |
| WE LOVE ヘキサゴン 2010                              | ヘキサゴンオールスターズ                              | 2010年11月17日 | |
| WE LOVE ヘキサゴン 2011                              | ヘキサゴンオールスターズ                              | 2011年9月28日  | |
| WE LOVE ヘキサゴン                                   | ヘキサゴンオールスターズ                              | 2008年10月22日 | 表紙に載っているだけで、歌ってはいない |
| 1000のバイオリン                                     | FUJIWARA                                              | 2023年1月1日   | THE BLUE HEARTSのカバー。TBSテレビの番組『クイズ⭐︎正解は一年後』にて、首都圏のパーキングエリア内等でブルーハーツのトリビュートアルバムを番組内で発表するまで内緒で発売する企画の一環として歌唱に参加。2023年にApple Musicなどの音楽配信サービスで試聴可能。 |

### ビデオ・DVD
- 吉本印天然素材
  - 「吉本印天然素材スペシャルライブin後楽園ホール」（1992年）
  - 「てんそ6月号」（1993年）
  - 「てんそ特別号」（1993年）
  - 「てんそ8月号」（1993年）
  - 「吉本印天然素材V1-5」（1993年）
  - 「てんそ○秘大作戦」（1993年）
  - 「てんそ満員御礼」（1994年）
  - 「てんそ大入満員」（1994年）
  - 「てんそ笑大作戦」（1994年）
  - 「てんそコンビネタ」（1994年）
  - 「笑劇てんそ爆弾」（1994年）
  - 「てんそ千客万来」（1995年）
  - 「てんそ一発逆転」（1995年）
- 月刊ぎんぶい6月号-11月号（1994年）
- はビデ NEOお笑いクールウェブ．vol.2（1998年）
- ごんたくれ（1995年）
  - ごんたくれ DVD（2013年）
- ベタっと、吉本若手マニュアル #1〜NOW ON SALE（1998年）
- チョー限定ビデオ ベタッと、吉本若手マニュアル（1999年）
- F拳ビデオ（2000年）
- baseよしもと1周年記念ビデオよしもと2000大図鑑（2000年）
- baseよしもと1周年記念ビデオよしもと2001大図鑑（2001年）
- baseよしもと2002大図鑑（2002年）
- baseよしもと2003大図鑑（2003年）
- FUJIWARA'Sカット Vol．1「吉本超合金」（2003年）
- FUJIWARA'Sカット Vol．2「吉本超合金」（2003年）
- FUJIWARA'Sカット Vol．3「吉本超合金」（2003年）
- うめだ花月2周年記念DVDA級保存版（2005年）
- サタうま!with新喜劇（2005年）
- The Best of ヨシモト∞(無限大) Vol.1（2007年）
- 木村とご飯 Vol.2（2007年）
- 水野キングダム（2007年）
- やりすぎコージーDVD5 もうひとつのM-1グランプリ（2007年）
- ジャイケルマクソン〜第1回ジャイケルフォトデミー賞〜（2007年）
- ダウンタウンのガキの使いやあらへんで!!(10)(罰)浜田・山崎・遠藤 絶対に笑ってはいけない警察24時!!（2007年）
- やりすぎ超時間DVD　笑いっぱなし生伝説2007（2007年）
- LIVE STAND 07 0429（2007年）
- YOSHIMOTO PRESENTS LIVE STAND 07（2007年）
- FUJIWARA（2007年、初の単独でのDVD）
- やりすぎ超時間DVD　笑いっぱなし生伝説2008（2008年）
- 本番で～す! 第三幕（2008年）
- 本番で～す! 第四幕（2008年）
- むちゃぶり!/2ndシーズン Vol.4（2008年）
- 水野キングダムII（2008年）
- お台場探偵羞恥心 ヘキサゴン殺人事件（2008年、限定版のみ）
- タイマン即興コントバトル アドリブキング 2 DVD（2008年）
- YOSHIMOTO PRESENTS LIVE STAND 08（2008年）
- YOSHIMOTO PRESENTS LIVE STAND 08 OSAKA（2008年）
- キングオブコント2008（2009年）
- ヘキサゴンファミリーコンサート 2008 WE LIVE♥ヘキサゴン（2009年）
- 八方・今田のよしもと楽屋ニュース2008（2009年）
- 逃走中4 〜run for money〜（2009年）
- 劇団マンパワー 第2回ルミネ本公演 三姉妹温泉旅館24（2009年）
- ヘキサゴンファミリーコンサート WE LIVE ヘキサゴン2009（2010年）
- 爆笑レッドカーペット〜克実より愛をこめて〜（2010年）
- クイズ!ヘキサゴンII 2009合宿スペシャル（2010年）
- やりすぎコージーDVD BOX 12（2010年）
- やりすぎコージーDVD vol.23 爆笑やりすぎゲーム王〜やりすぎコージーVSアメトーーク〜（2010年）
- キングコングのあるコトないコトDVD 〜芸人オールスター戦・1回表〜（2010年）
- 1週間にけつッ!!（2010年）
- オモバカ8（エイト）〜第一回オモバカ王者決定トーナメント〜（2010年）
- マイホーム・オン・ザ・ビーチ 〜ヘキサな海の家〜（2010年）
- やりすぎフェスタ2010 やりすぎ芸人都市伝説 Vol.2（2010年）
- 人志松本の○○な話 誕生編〜前期〜（2011年）
- オールザッツ漫才20周年記念永久保存大全集!!激闘バトル編（2011年）
- オールザッツ漫才20周年記念永久保存大全集!!厳選ネタ編（2011年）
- オールザッツ漫才20周年記念永久保存大全集!!DVD-BOX（2011年）
- ヘキサゴンファミリーコンサート WE LIVE ヘキサゴン2010（2011年）
- お笑い芸人どっきり王座決定戦スペシャル 傑作選（2011年）
- クイズ!ヘキサゴンII 2010合宿スペシャル（2011年）
- リンカーンDVD 4（2011年）
- 品川祐・27時間トークライブ9 17:00-20:00（2012年）
- 尼崎のちっちゃいおっさん 略して 尼ちゃんDVD（2013年）
- 吉本超合金DVD オモシロリマスター版1「んんんんんん、ストライィィク」（2014年）
- 吉本超合金DVD オモシロリマスター版2「生きろ生き抜け超合金」（2014年）
- 吉本超合金DVD オモシロリマスター版3「子供に見せたくない番組No.1になりた～い」（2014年）
- 吉本超合金DVD オモシロリマスター版4「なんだかんだ言っても最後に帰ってくるとこは超合金なんだよね」（2014年）
- 吉本印天然素材DVD第一集（2014年）
- 吉本印天然素材DVD第二集（2014年）
- アメトーーク!DVD36

### 本
- 吉本超合金大百科
- B面
- よしもとサッカー大事典ワールドカップ編笑う2002
- B面03
- お笑いマングース
- うめだ花月 芸人読本

### グッズ
- FUJIWARAステッカー
- 芸人ミニタオル（FUJIWARA）
- よしもと芸人フェイスタオル
- FUJIWARAのマスコット
- FUJIWARAのラバーストラップ
- よしもと芸人リングノート

### 限定商品
- 吉本超合金F商品（すべて発売終了）
  - 吉本超合金F弁当（2人の母が作ったお弁当。サンクスで限定発売された）
  - 吉本超合金Fラーメン
- B研 (baseよしもと商品開発研究所)（すべて発売終了）
  - 緑茶 じゃぽん茶
  - とうもろこしドリンク コーン茶
  - フリフリアロエ ヨーグルトゼリー

### 漫画
- ヨシモトムチッ子物語（トゲトゲフジモト(藤本)・チョウカイボンハラニシ(原西)）

### 絵本
- なんかへん（藤本が制作、朗読を務めた絵本。絵本アプリこえほん内で配信）